# Pogonus reticulatus
Pogonus (Pogonus) reticulatus – gatunek chrząszcza z rodziny biegaczowatych, podrodziny Trechinae i plemienia Pogonini.

## Taksonomia
Gatunek został opisany w 1857 roku przez Hermanna Rudolpha Schauma.

## Opis
Ciało długości około 5 mm, czarno-brązowe, zielonkawo metaliczne. Czułki i odnóża brązowawo-czerwone. Głowa i przednia krawędź przedplecza silnie punktowane. Bruzdy czołowe wyraźnie przedłużone ku tyłowi, mijają przedni punkt nadoczny. Tylko trzeci międzyrząd pokryw z punktami grzbietowymi.

## Występowanie
Gatunek palearktyczny. Występuje w Grecji, Mołdawii, Ukrainie, i południowej części europejskiej Rosji. Wykazanie z Cypru wątpliwe.